# ポライトネス
ポライトネス（英: Politeness）とは、会話の参加者がお互いのフェイス（自己決定・他者評価の欲求）を侵さないために行う言語的配慮のことである。Brown & Levinson (1987 [1978] 以下 B&L) によって確立された。

## B&Lポライトネス理論
彼らのポライトネス理論とは、“polite”という一般用語とは異なり、「円滑な人間関係を確立・維持するための言語行動」（宇佐美2002）と定義される、語用論の枠組みの中での概念である。
ポライトネスを従来の言語形式の丁寧度の問題ではなく語用論的なものと捉える発端となったのは、フランス語における二人称代名詞 tuとvousの使い分けを人間関係や社会的要因との関連から考察したBrown and Gilman(1960)である。その後、Lakoff(1973)、Leech(1983)などは会話の原則という形でポライトネスを語用論的に捉えている。 

### フェイスの概念
Goffman(1967)のfaceという概念を鍵概念としている。
a.ポジティブ・フェイス(positive face)：個人から承認された望ましい自己像を維持することへの欲求
b.ネガティブ・フェイス(negative face)：個人の領域を維持し行動の自由を保つことへの欲求 (67)
⇒人々は相互作用時に、一般的には互いのフェイス維持のために努力する。

### FTA (Face Threatening Act)
上記の2種類のフェイスを脅かすような行為。
FTAの見積もり公式

Wx=D(S, H)＋P(S, H)＋Rx
Wx＝ある行為xが相手のフェイスを脅かす度合い、D(S, H)＝話し手と聞き手との社会的距離、P(S, H)＝聞き手と話し手の相対的権力、Rx=ある行為xの、特定の文化における押し付けがましさの程度の絶対的な順位付け

### ポライトネス・ストラテジー (politeness strategy)
話し手はFTAの度合いを見積もり、以下の1～5のうち最も適切と思われる方策を選択する。番号順に、相手のフェイスを脅かす危険性が少なくなる。
1. あからさまに言う
2. ポジティブ・ポライトネス（ポジティブ・フェイスへの配慮）
3. ネガティブ・ポライトネス（ネガティブ・フェイスへの配慮）
4. ほのめかし
5. FTAを行わない

B&Lはポジティブ・ポライトネス・ストラテジーとして15の、ネガティブ・ポライトネス・ストラテジーとして25の具体的ストラテジーを挙げている。
以上がB&Lのポライトネス理論のポイントである。

## 批判
B&Lに対しては、日本語のように独自の敬語体系を持つ言語や、社会的・文化的規範による言語選択の制約がある文化には、西欧の言語を基準としたB&Lの理論には当てはまらないという「普遍性」に対する批判(Fraser & Nolen, 1981; Matsumoto, 1988; Ide, 1989; Gu, 1990等)がなされている。また、Eelen(2001)は、それまでのポライトネスに関する主要研究を9つ取り上げ、一般的意味のポライトネス(politeness1)と、専門用語としてのポライトネス(politeness2)が混同されていると指摘している。Watts(2003)はポライトネス研究の概念としてのポライトネスとは別に、日常の言語行動に見られるpolitic behaviourについて研究がなされるべきであると主張している。従来のポライトネス研究は聞き手の立場を考慮していないという批判もある(Eelen, 2001)。

## 日本での受容
宇佐美(2001, 2002)は基本的にはB&Lを支持する立場を取るが、B&Lを独自に発展させ、談話レベルでポライトネスを捉える「ディスコース・ポライトネス」の概念を提唱している。滝浦真人は『日本の敬語論』(2005)においてB&Lのポライトネス理論とエミール・デュルケームの『宗教生活の原初形態』(1912)がオーストラリア先住民のトーテミズムを分析する際に唱えた「忌避」の概念を組み合わせ独自のポライトネス理論を展開している。滝浦の独自のポライトネス理論は『ポライトネス入門』(2008)に受け継がれている。ただし、宇佐美にせよ、滝浦にせよ、独自の理論を日本語で発表しただけであり国際的な評価が為されていない。
日本在住の日本人研究者として唯一人、国際的な場でポライトネス理論を批判し、B&L(1987)やLeech(2014)にその論文が引用されている井出祥子は、『わきまえの語用論』(2006)でそれまで英語で発表してきた自身の説を日本語で紹介している。
田中典子らのB&Lの翻訳書の『ポライトネス』(2011)の序文にあるように「様々な解説書が出されてはいるものの、当然ながら、それらは概説であり、そこから原著の全体像や詳細を知ることはできない」のであるから、是非とも原著を、あるいは少なくともその翻訳を、読んだ上で日本の独自研究の是非を判断すべきである。